# Paristopsyche angelineae
Paristopsyche angelineae  (лат.) — ископаемый вид скорпионниц рода Paristopsyche из семейства Choristopsychidae. 

## Описание
Обнаружен в юрских отложениях Китая (Daohugou Village, северная часть Китая, Shantou Township, Ningcheng County, Daohugou Formation, до 166 млн лет, келловейский ярус). Длина переднего крыла 9,86 мм, а его ширина — 6,14 мм.
Вид Paristopsyche angelineae был впервые описан в 2013 году группой китайских палеоэнтомологов (X. Qiao, C. K. Shih, D. Ren, Китай) и аргентинским энтомологом Джулианом Петрулевичиусом (Julian F. Petrulevičius, Museo de La Plata, Аргентина) вместе с таксонами Choristopsyche perfecta, Choristopsyche asticta. Таксон Paristopsyche angelineae включён в состав рода Paristopsyche Qiao et al. 2013. Название виду дано в честь Джанет Анджелины (Ms. Janet Angeline).
|  |  |